# 10e chambre, instants d'audience
Pour plus de détails, voir Fiche technique et Distribution.
10e chambre, instants d'audiences est un film de procès documentaire français réalisé en 2004 par Raymond Depardon.

## Synopsis
À travers 12 cas réels (conduite en état d'ivresse, petit trafic de drogue…), sélectionnés parmi 169 filmés exceptionnellement entre mai et juillet 2003 à la 10e chambre du tribunal correctionnel de Paris, présidée par Michèle Bernard-Requin, ce film documentaire montre le quotidien de la justice. Les cas sont simplement filmés sans ajout de commentaire. Le film relève alors de ce qu'on appelle le cinéma direct.

## Fiche technique
- Réalisation : Raymond Depardon
- Production : Claude Morice, Claudine Nougaret et Adrien Roche
- Photographie : Justine Bourgade, Raymond Depardon et Fabienne Octobre
- Montage : Simon Jacquet et Lucile Sautarel
- Son : Sophie Chiabaut, Claudine Nougaret, Jean-Alexandre Villemer et Dominique Hennequin
- Sociétés de Production : France 2 Cinéma, Centre National de la Cinématographie (CNC), Canal+ et Palmeraie et Désert
- Genre : documentaire
- Durée : France : 105 min | États-Unis : 105 min
- Pays d'origine :  France
- Langue originale : Français
- Format : couleur - 1.85:1 - 16 mm - son Dolby SR
- Lieu de tournage : 10e chambre du tribunal correctionnel de Paris
- Date de sortie :
  - France : 2 juin 2004

## Commentaires
- Après Délits flagrants, ce film est la seconde incursion de Raymond Depardon dans l'univers judiciaire.